# Douglasit
Douglasit ist ein sehr selten vorkommendes Mineral aus der Mineralklasse der „Halogenide“. Es kristallisiert im monoklinen Kristallsystem mit der Zusammensetzung K2[Fe2+Cl4(H2O)2], ist also chemisch gesehen ein wasserhaltiges Kalium-Eisen-Chlorid.
Douglasit konnte bisher nur in Form grobkörniger Massen von durchscheinend hellgrüner, gelbgrüner oder bräunlichroter Farbe gefunden werden.

## Etymologie und Geschichte
Erstmals entdeckt wurde Douglasit im Salzton bei Douglashall einige Kilometer westlich von Westeregeln am nordwestlichen Rand des Salzlandkreises in Sachsen-Anhalt. Beschrieben wurde er 1880 durch Heinrich Precht (1852–1924), der das Mineral von Carl Ochsenius erhielt und auf dessen Vorschlag hin nach seiner Typlokalität benannte.
Typmaterial des Minerals findet sich unter anderem in „The Natural History Museum“ in London (England) unter der Register-Nr. 1965,450.

## Klassifikation
In der veralteten 8. Auflage der Mineralsystematik nach Strunz gehörte der Douglasit zur Mineralklasse der „Halogenide“ und dort zur Abteilung „Doppelhalogenide“, wo er gemeinsam mit Erythrosiderit, Kremersit und Mitscherlichit in der „Mitscherlichit-Erythrosiderit-Gruppe“ mit der Systemnummer III/B.07 steht.
In der zuletzt 2018 überarbeiteten Lapis-Systematik nach Stefan Weiß, die formal auf der alten Systematik von Karl Hugo Strunz in der 8. Auflage basiert, erhielt das Mineral die System- und Mineralnummer III/C.07-020. Dies entspricht der Klasse der „Halogenide“ und dort der Abteilung „Doppelhalogenide (meist mit OH, H2O)“, wo Douglasit zusammen mit Erythrosiderit, Kremersit und Mitscherlichit eine unbenannte Gruppe mit der Systemnummer III/C.07 bildet.
Die von der International Mineralogical Association (IMA) zuletzt 2009 aktualisierte 9. Auflage der Strunz’schen Mineralsystematik ordnet den Douglasit in die Klasse der „Halogenide“ und dort in die Abteilung „Komplexe Halogenide“ ein. Hier ist das Mineral in der Unterabteilung „Mit MX6-Komplexen; M = Fe, Mn, Cu“ zu finden, wo es als einziges Mitglied eine unbenannte Gruppe mit der Systemnummer 3.CJ.20 bildet.
In der vorwiegend im englischen Sprachraum gebräuchlichen Systematik der Minerale nach Dana hat Douglasit die System- und Mineralnummer 11.03.01.01. Das entspricht der Klasse der „Halogenide“ und dort der Abteilung „Komplexe Halogenide – Aluminiumfluoride“. Hier findet er sich innerhalb der Unterabteilung „Komplexe Halogenide - Aluminiumfluoride mit (A)mB(X)4 • x(H2O)“ als einziges Mitglied in einer unbenannten Gruppe mit der Systemnummer 11.03.01.

## Kristallstruktur
Douglasit kristallisiert monoklin mit den Gitterparametern a = 11,80 Å; b = 16,27 Å; c = 8,22 Å und β = 104,9° sowie 6 Formeleinheiten pro Elementarzelle. Die genaue Raumgruppe wurde bisher nicht ermittelt.

## Bildung und Fundorte
Douglasit bildet sich durch Sedimentation oder Evaporation unter anderem in Kalisalz-Lagerstätten. Begleitminerale sind unter anderem Carnallit, Sylvin und Halit.
Bisher (Stand: 2011) konnte Douglasit nur an seiner Typlokalität Douglashall in der Staßfurter Kali-Lagerstätte nachgewiesen werden.

## Weblink
- Mineralienatlas:Douglasit (Wiki)